# Medalla del 40è Aniversari de les Forces Armades Soviètiques
La Medalla commemorativa del 40è aniversari de les Forces Armades Soviètiques (rus: Юбилейная медаль «40 лет Вооружённых Сил СССР») és una medalla soviètica, creada per Nikita Khrusxov i instituïda mitjançant el Decret de la Presidència del Soviet Suprem de l'URSS del 18 de desembre de 1957, en la commemoració del 40è aniversari de les Forces Armades de l'URSS. La regulació, disseny i descripció de la medalla van ser publicades a la Gaseta del Soviet Suprem de l'URSS nº.27 de 1957.
Va ser atorgada als mariscals, generals, almiralls, oficials, sots-oficials, soldats i tropa que el 23 de febrer de 1958 figurin als quadres de l'Exèrcit Soviètic, la Flota de Guerra, l'Exèrcit del Ministeri de l'Interior (MVD), l'Exèrcit i l'Exèrcit del Comitè de Seguretat de l'Estat (KGB).
Penja a l'esquerra del pit, i se situa després de la medalla commemorativa del 30è Aniversari de les Forces Armades de l'Exèrcit i l'Armada Soviètics.
L'autor de la medalla és el pintor V.I. Gogolin.
Juntament amb la medalla s'atorgava un certificat acreditatiu.
Després del traspàs del receptor, la medalla quedava en possessió de la família. Es va atorgar a unes 820.080 persones.

## Disseny
És fabricada en llautó, i té un diàmetre de 32mm.
A l'anvers apareix l'efígie de Lenin de perfil, mirant cap a l'esquerra. A la part inferior hi ha la inscripció "40" en mig d'una corona de branques de llorer i de roure.
Al revers apareix la inscripció "В ОЗНА МЕНОВАНИЕ СОРОКОВОЙ ГОДОВЩИНЫ" (En la commemoració de l'aniversari) al voltant de la medalla, i "ВООРЧЖЕННЫХ СИЛ СССР 1918-1958" (Forces Armades URSS 1918-1958) en quatre línies, i una petita estrella de 5 puntes a sota.
La medalla penja d'un galó pentagonal de seda grisa de 24 mm d'ample. Al centre hi ha 2 franges vermelles de 2mm, i a les puntes també hi ha una franja vermella de 2mm.